# My Brother Rabbit
My Brother Rabbit — 2D-видеоигра в жанре головоломки, разработанная польской компанией Artifex Mundi. 

## Сюжет
Любящая семья обнаруживает, что их дочь заболела. В то время как родители намереваются оказать необходимое лечение, ее решительный старший брат обращается к силе воображения, чтобы помочь ей справиться с ситуацией. Внешний мир предлагает суровую реальность, но невинные дети создают сюрреалистический мир фантазий, который дает им игру и комфорт, в которых они нуждаются. В этом фантастическом мире кролик ухаживает за цветком, чтобы он расцвел. Для этого он путешествует по разным землям и решает головоломки. Мир заполнен невероятными роботами, плавающими баобабами, гигантскими грибами и часами, таящими в ритме прошедшего времени.

## Разработка
Игра разработана на собственном движке компании Spark Casual Engine.

## Отзывы
Игра имеет преимущественно положительные отзывы от критиков. На сайте-агрегаторе оценок Metacritic My Brother Rabbit имеет рейтинг 78.